# Omphalospora stellariae
Omphalospora stellariae är en svampart som först beskrevs av Marie Anne Libert, och fick sitt nu gällande namn av Theiss. & Syd. 1915. Omphalospora stellariae ingår i släktet Omphalospora och familjen Dothideaceae.  Arten är reproducerande i Sverige. Inga underarter finns listade i Catalogue of Life.